# 邑樂町
邑樂町（日语：／ Ōra machi */?）是群馬縣邑樂郡的一町，位于群馬縣東南部。